# Monkey Business (album Margaret)
Monkey Business – drugi album studyjny polskiej piosenkarki Margaret, wydany 2 czerwca 2017 przez wytwórnię Magic Records oraz Extensive Music Sweden w dystrybucji Universal Music Polska.
Płyta składa się z dziesięciu anglojęzycznych utworów i dwóch bonusowych utworów w języku polskim. Wszystkie piosenki poza dwiema współtworzyła Margaret. Oprócz niej najważniejszymi producentami krążka byli Thomas Karlsson i Joakim Buddee.
Album zawiera single: „Blue Vibes”, „What You Do”, „Monkey Business” i „Byle jak”. Album zadebiutował na 8. miejscu polskiej listy przebojów – OLiS.

## Twórcy
Krążek wyprodukowali szwedzcy producenci Thomas Karlsson, Joakim Buddee, Fredrik Jansson, Robert Uhlmann, Simon Gribbe, Paulo Mendonca, amerykański punkrockowiec Chris Aiken, niemiecki producent Lorenz Schimpf, irańsko-szwedzki producent Arash oraz szwedzko-grecki Alex Papaconstantinou.

## Wydanie i sprzedaż
Album został wydany 2 czerwca 2017 roku w Polsce przez wytwórnię Magic Records i Extensive Music w dystrybucji Universal Music Polska. Patronat nad wydawnictwem objęli: RMF FM, Cosmopolitan, All About Music, musiclife.pl, demotywatory.pl, 4fun.tv oraz empik.com.

## Single
Utwór „Blue Vibes” promował polską wersję filmu animowanego Smerfy: Poszukiwacze zaginionej wioski. Wydany 12 maja 2017 singel „What You Do” znalazł się na 14. miejscu w zestawieniu najczęściej odtwarzanych piosenek w stacjach radiowych. 21 grudnia 2017 ukazał się na prośbę fanów singel „Byle jak”, który był pierwszym w karierze piosenkarki singlem polskojęzycznym. Kompozycja osiągnęła duży sukces radiowy, docierając do 6. miejsca AirPlay – Top.

## Strona wizualna
- Project manager: Jadwiga Deręgowska
- Zdjęcia: Maciej Nowak
- Grafika: Tomasz Kudlak
- Włosy: Bartek Janusz

## Lista utworów
| Nr  | Tytuł                                        | Twórcy                                                                                | Czas  |
| --- | -------------------------------------------- | ------------------------------------------------------------------------------------- | ----- |
| 1.  | „Monkey Business”                            | Małgorzata Jamroży, Joakim Buddee, Thomas Karlsson                                    | 3:27  |
| 2.  | „Blue Vibes”                                 | Małgorzata Jamroży, Joakim Buddee, Ingrid Hägglund, Dimitri Stassos                   | 3:12  |
| 3.  | „What You Do”                                | Małgorzata Jamroży, Thomas Karlsson, Arash Labaf, Robert Uhlmann, Anderz Wrethov      | 3:03  |
| 4.  | „Color of You” (gościnnie: Tape Machines)    | Małgorzata Jamroży, Thomas Karlsson, Simon Gribbe, Fredrik Jansson                    | 3:14  |
| 5.  | „Super Human”                                | Małgorzata Jamroży, Joakim Buddee, Thomas Karlsson                                    | 3:57  |
| 6.  | „Over You”                                   | Małgorzata Jamroży, Thomas Karlsson, Joakim Buddee                                    | 3:14  |
| 7.  | „Future Me Problem”                          | Thomas Karlsson, Joakim Buddee, Jenny Langlo, Molly Pettersson Hammar, Lorenz Schimpf | 3:03  |
| 8.  | „Glorious”                                   | Małgorzata Jamroży, Thomas Karlsson, Joakim Buddee, Josefin Glenmark                  | 3:30  |
| 9.  | „Cuz It's You”                               | Małgorzata Jamroży, Thomas Karlsson, Joakim Buddee                                    | 3:42  |
| 10. | „Funky Song”                                 | Małgorzata Jamroży, Thomas Karlsson, Paulo Mendonca                                   | 3:37  |
| 11. | „Nie chcę” (gościnnie: Marcin Januszkiewicz) | Marcin Januszkiewicz, Andrzej Perkman                                                 | 3:17  |
| 12. | „Byle jak”                                   | Małgorzata Jamroży, Emil Gullhamn, Sebastian Hallifax                                 | 3:00  |
|     |                                              | Całkowita długość:                                                                    | 40:55 |

## Pozycja na liście sprzedaży
| Kraj   | Lista (2017)              | Najwyższa pozycja |
| ------ | ------------------------- | ----------------- |
| Polska | Oficjalna Lista Sprzedaży | 8                 |